# Jo Duffy
Jo Duffy   (Nova York, 9 de febrer de 1954) és una editora i escriptora de còmics nord-americana, coneguda pel seu treball per a Marvel Comics a la dècada de 1980 i DC Comics i Image Comics a la dècada de 1990. 

## Biografia
Duffy, natural de la ciutat de Nova York, va estudiar al Wellesley College. De jove, va publicar cartes a cartes dels lectors de Marvel Comics a mitjans dels anys setanta. Va fer una aparició al còmic com a cercadora d'autògrafs a Iron Man nùm.103 (octubre de 1977). El seu primer crèdit com a editora va aparèixer a la portada de The Defenders núm. 61 amb data de juliol de 1978.
El seu treball d'escriptura per a Marvel, que va començar com a assistent d'Archie Goodwin, incloïa Conan el bàrbar, Fallen Angels, Power Man and Iron Fist, Star Wars, Wolverine, i una biografia de Sant Francesc d'Assís Francis, Brother of the Universe. La seva carrera a Power Man i Iron Fist va ser la més llarga i reeixida de la sèrie, i va destacar per utilitzar un enfocament alegre i irònic en un moment en què Marvel impulsava històries més fosques i serioses.
A la dècada de 1990, va treballar per a altres editorials, inclosa DC Comics, on va escriure els primers 14 números de Catwoman. Per al segell Extreme Studios de Rob Liefeld, dins d'Image Comics, va escriure tots els números de la primera sèrie Glory, entre març de 1995 i abril de 1997, els últims sis van ser publicats per Maximum Press de Liefeld després de la seva sortida d'Image. També va treballar en els guions de les pel·lícules de terror Puppet Master 4 (1993) i Puppet Master 5 (1994) per a Full Moon Features.
A principis dels anys 2000, va coescriure l'últim número de Marvel's Defenders vol. 2 i els sis números de la sèrie de seguiment The Order amb Kurt Busiek, mentre treballava en una empresa de serveis financers al Baix Manhattan. La seva feina a aquesta empresa incloïa la planificació de reunions, l'edició, la correcció de proves i l'embalatge d'un còmic publicat per l'empresa. Del 2003 al 2006, també va escriure les adaptacions del guió en anglès de Naruto per a Viz Media.
Posteriorment va treballar com a recepcionista a l'U.S. Immigration Office (Oficina d'Immigració dels Estats Units) a Nova York i ha estat en gran part absent de l'escena editorial. Va fer diversos anuncis a la seva pàgina de Facebook que va crear una nova empresa per autopublicar el seu treball i va incorporar Armin Armadillo Publishers el 2008. A partir del 2013, l'empresa apareix com a inactiva.

###### BeyondAria Press
- A Distant Soil (història de seguretat) núm. 2, 9 (1992–1994)

###### Beyond
- Writer's Block 2003 (2003)

###### Blue Sky Blue (autopublicat)
- Nestrobber Beyond núm. 1–2 (1992–1994)

###### Claypool Comics
- Elvira: Mistress of the Dark núm.1–6, 111 (1993, 2002)

###### Còmics de Dark Horse
- Dark Horse Presents núm. 56, 58, 67–69 (1991–1993)

###### DC Comics
- 9-11: The World's Finest Comic Book Writers & Artists Tell Stories to Remember, Volume Two (2002)

- Batman núm. 413 (1987)

- Batman Black and White núm. 4 (1996)

- Catwoman núm.1–14 (1993–1994)

- Detective Comics núm. 582 (1988)

###### Eclipse Comics
- Night Music núm. 3 (1985)

###### Image Comics
- Bloodpool  núm.2, Special  núm.1 (1995–1996)
- Glory  núm.1–15,  núm.0 (1995–1996)
- Glory/Celestine: Dark Angel núm.1 (1996)

###### Marvel Comics
- Akira núm.1–37 (Adaptació a l'anglès) (1988–1996)
- The Amazing Spider-Man núm. 278 (1986)
- Bizarre Adventures núm.27–28 (1981)
- Chuck Norris: Karate Kommandos núm.1–3 (1987)
- Classic X-Men núm.18, 20  (1988)
- Conan the Barbarian núm.146 (1983)
- Daredevil núm.157 (1979)
- Defenders núm.69 (1979)
- Defenders vol. 2 núm.12 (amb Kurt Busiek) (2002)
- Doom 2099 núm.25 (1995)
- Epic Illustrated núm.18–19, 21, 25, 30 (1983–1985)
- Fallen Angels núm.1–8 (1987)
- Francis, Brother of the Universe núm.1 (1980)
- Heroes for Hope Starring the X-Men núm.1 (1985)
- The Incredible Hulk Annual núm.11 (1982)
- Kickers, Inc. núm.3 (amb Tom DeFalco) (1987)
- Marvel Comics Presents núm.14, 42, 56, 80 (1989–1991)
- Marvel Fanfare núm.10–11, 14, 38, 50 (1983–1990)
- Marvel Graphic Novel: The Punisher Assassins' Guild (1989)
- Marvel Graphic Novel: Willow (1988)
- Marvel Super-Heroes vol. 2 núm.5–6 (amb Steve Ditko) (1991)
- Marvel Team-Up núm.125 (Doctor Strange and the Scarlet Witch) (1983)
- Marvel Treasury Edition núm.24 , núm.26 (1980)
- Marvel Two-in-One núm.49 (The Thing and Doctor Strange) (1979)
- Memories one-shot  (Adaptació a l'anglès) (1992)
- Moon Knight vol. 2 núm.5 (1985)
- The Order núm.1–6 (amb Kurt Busiek) (2002)
- Power Man and Iron Fist núm.56–84 (1979–1982)
- The Saga of Crystar, Crystal Warrior núm.1–11 (1983–1985)
- Savage Sword of Conan núm.83 (1982)
- Speedball núm.3, 5–10 (1988–1989)
- Star Wars núm.24, 70–77, 79–82, 85, 87–88, 90–97, 99–107, Annual núm.3 (1979–1986)
- Uncanny X-Men Annual núm.8 (amb  Chris Claremont) (1984)
- What If...? núm.27 (X-Men), núm.34 (1981–1982)
- Wolverine vol. 2 núm.25–30 (1990)
- X-Factor Annual núm.2 (1987)

###### Maximum Press
- Glory núm.17–22 (1996–1997)
- Glory/Celestine: Dark Angel núm.3 (1996)

###### Viz Media
- Naruto núm.1–10 (adaptació a l'anglès) (2003–2006)

###### Gràfics WRP
- Elfquest núm.21 (article de text) (1985)